# Gaznèvides
Els gaznèvides foren una dinastia musulmana persa i un imperi d'origen mameluc turquès, que en el seu moment d'esplendor va governar grans parts de Pèrsia, Khorasan, gran part de Transoxiana i el nord-est del subcontinent indi del 977 fins al 1186.
La dinastia va ser fundada per Sebüktigin després de la seva successió al govern de Ghazni després de la mort del seu sogre, Alptegin, que era un exgeneral de l'Imperi samànida de Balkh, al nord de l'Hindu Kush al Gran Khorasan. El 998, Mahmud ibn Sebüktigin, després de vèncer Ismaïl ibn Sebüktigin a la batalla de Gazni es va fer càrrec del govern. Mahmud va expandir l'Imperi al riu Amudarià, l'Indus, l'est de l'oceà Índic i a les ciutats de Rayy i Hamadan. Sota el regnat de Massud I ibn Mahmud, la dinastia va començar a perdre el control dels seus territoris occidentals a favor de l'Imperi Seljúcida després de la batalla de Dandanaqan el 1040, el que va provocar una pèrdua progressiva de les possessions a l'Afganistan, Pakistan i el nord de l'Índia actuals.
El 1151, el sultà Bahram Shah va perdre Ghazni davant el soldà gúrida Ala al-Din Husayn. Els gaznèvides van recuperar Ghazni, però van perdre la ciutat davant els turcs oghuz, que al seu torn la van perdre davant Mahoma de Ghor. En resposta, els gaznèvides van fugir a Lahore, la seva capital regional. El 1186, Lahore va ser conquerida pel soldà ghurid, Mahoma de Ghor, amb el seu governant gaznèvide, Khusrau Malik, empresonat i posteriorment executat.

## Antecedents
Els shahi van dominar la regió al segle ix; el primer rei de Gazni conegut fou Abu Bakr Lawik al-Anuk el 962.
Mansur (I) ibn Nuh, amb l'ascens a l'emirat samànida de Transoxiana i Khurasan, destituí Alptegin com governador del Khorasan, i com a resposta va portar la seva guàrdia personal d'esclaus soldats turcs i un grup de ghazis iranians a Balkh, on va derrotar a l'abril del 962 un exèrcit enviat per Mansur, per després marxar cap a Ghazna, una petita ciutat de Zabulistan governada per la dinastia local Lawik, i derrotant les forces dels governants locals de Bamiyan i Kabul pel camí. Va prendre Ghazna a Abu Bakr Lawik al-Anuk, i va aconseguir la seva posició rebent una investidura dels samànides com a governador de Ghazna. Alp-Tegin va morir uns mesos després i el va succeir el seu fill Abu Ishak ben Alptegin. Bilgetigin, un esclau comprat per Alp-Tegin i que l'havia acompanyat a Ghazna, va ser nomenat governador de Ghazna pels turcs de la ciutat el 977, marcant l'inici de la dinastia Gaznèvida, que passaria a conquerir tot Transoxiana i Khorasan. Van seguir Piri i llavors Abu Mansur Sebüktigin. Els historiadors anomenen a tots els sobirans sultans, tot i que el títol oficial fou "amir" (emir) fins a Ibrahim ibn Masud, el primer que va agafar el títol de sultà.

## Període d'esplendor
Subuktegin va governar vint anys com a vassall dels samànides als quals va ajudar contra els simdjúrides del gran Khorasan (992 i 995). Va morir el 997 i el va succeir el seu fill Ismaïl ibn Sebüktigin (997-998) enderrocat pel seu germà Mahmud de Ghazna fundador del poder musulmà a l'Índia. Enfonsada la dinastia samànida Mahmud va fer un tractat amb els karakhànides pel qual es va fixar el riu Oxus com a frontera i va reconèixer nominalment al califa abbàssida al-Qàdir (991-1031) enfrontant-se amb els protectors d'aquest, els buwàyhides xiïtes (mentre els gaznèvides eren sunnites). Va fer disset campanyes a l'Índia i va derrotar els buwàyhides estenent la seva influència fins a Coràsmia. Va morir el 1030 quan ja dominava Panjab i part del Sind i una sèrie d'estats hindús de la plana del Ganges, a més del nord de Balutxistan (centrat a Kusdar), Afganistan (centrat a Gazni), Ghor i Ghardjistan (dominades per dinasties locals vassalles), Tukharistan, Sistan, Khorasan i part de Pèrsia fins al Jibal (Mèdia).
Mort Mahmud, va pujar al tron el seu fill Muhammad, però el seu germà Massud I, governador d'Esfahan i Rayy, comandant de l'exèrcit, tenia el suport dels militars i el va enderrocar ràpidament. Muhammad fou cegat i empresonat. Massud I, aficionat a la beguda i poc diplomàtic, va continuar les campanyes a l'Índia i va conquerir el Kirman (que va perdre al cap de poc, 1033). Sota el seu govern els turcmans oghuz i altres, dirigits pels seljúcides van creuar l'Oxus i van començar a dominar el Khorasan prenent les ciutats de Rayy, Merv i Nixapur en 1037, però ocupat a l'Índia no els va poder fer front i fou derrotat decisivament per un exèrcit de 14.000 homes a l'estepa de Dandankan (o Dandanakan) el 23 de maig de 1040 pels seljúcides de Toghril Beg I, que van confirmar el seu domini de Khorasan i van fer perdre als gaznèvides les seves possessions a Pèrsia.
Mentre Massud anava a l'Índia un cop d'estat el va enderrocar (i fou mort a la presó el 1041). Efímerament Muhammad fou retornat al tron però el fill de Massud, Mawdud, que era a Balkh amb les tropes encarregades de la lluita contra els seljúcides, va marxar a Gazni, i es va proclamar sultà derrotant el seu rival a la batalla de Nagrahar (març de 1041). Un germà de Mawdud, Madjdud, va reclamar el tron però va morir segurament enverinat abans d'iniciar la lluita. Mawdud va intentar evitar la progressió seljúcida sense èxit; el 1145/1146 els seljúcides amenaçaven Gazni, quan finalment foren derrotats i rebutjats pel general Basitegin. Les possessions de l'Índia també es van veure disminuïdes per revoltes dels reis sotmesos, però encara que Lahore va estar amenaçada per un temps, el nucli essencial es va conservar.

## Període de decadència
Mahmud va morir el 29 de desembre de 1048 d'una malaltia i el va succeir el seu fill Masud II, de 6 anys; però al cap de dues o tres setmanes ja es va veure que un menor era incompetent per afrontar les complicacions del govern, i el visir Abd al-Razzak ibn Ahmad ibn Hasan Mayamandi el va deposar i va cridar al tron l'oncle Ali ben Masud (gener del 1050) fill de Masud I. Tampoc aquest sultà no va satisfer el visir que el va acusar d'incompetència i amb l'acord d'altres dignataris el príncep Abd al-Rashid ben Mahmud, germà de Masud I, fou alliberat (estava presoner per ordre de Masud I) i entre gener i maig segons les fonts, es va declarar deposat a Ali i es va proclamar Abd-al Rashid.
Aquest no va aconseguir restaurar l'estabilitat però en general va viure en pau amb els seus veïns. Assassinat el 14 de febrer de 1052 per un general antic esclau de Masud I, el sultà seljúcida Toghrul Beg va intentar assolir el poder per a si mateix però fou assassinat el 21 de març de 1052 i portat al tron Farrukhzad ben Masud fill de Masud I (1052-1059) amb el suport del general Nushtegin, que va poder rebutjar el contraatac seljúcida (els quals només van poder conquerir el Makran).
El sultà de Gazni va morir a 34 anys de còlera el març de 1059 i el va succeir el seu germà Ibrahim, que va fer un tractat de pau amb els seljúcides que van cedir Khuttal, Caghaniyan i Kubadiyan, i es va refermar amb aliances matrimonials, fet que li va deixar les mans lliures a l'Índia on va poder restablir el domini gaznèvida al Panjab. En una data posterior al 1072 va agafar el títol de sultà. El seu fill Sayf al-dawla Mahmud va rebre el govern de Lahore, va continuar les campanyes al Panjab (1076-1088) i va conquerir Agra i altres llocs. Quan va intentar usurpar el poder fou empresonat (1088). Ibrahim va morir el 25 d'agost de 1099, i fou el sobirà amb un regnat més llarg.

## Guerres civils i domini seljúcida
El va succeir el seu fill Masud III que va atacar Kanauj i va sotmetre els sobirans hindús. Va conservar l'aliança amb els seljúcides i va tenir un regnat en general pacífic fins a la seva mort el febrer o març de 1115. Llavors va esclatar una guerra successòria. Shersad ben Masud el va succeir però fou obligar a renunciar al cap d'un any (febrer o març del 1116) i el seu intent de contrarevolució li va costar la vida. El seu germà Malik Arslan Shah va ocupar el poder i va fer matar tots els seus germans, però un d'aquests, Bahram Shah, es va salvar en estar fora del seu abast i va demanar suport al seljúcida Sandjar que li va donar; després d'una primera batalla els seljúcides obtenir una victòria decisiva (febrer del 1117) a la plana de Shahrabad Gazna, i Bahram fou col·locat al tron com a tributari.
Malik Arslan Shah va fugir cap als seus dominis a l'Índia on va reunir un exèrcit amb l'ajut del governador Muhammad ibn Ali de la família dels Bu Halim Shaybani, i quan les tropes de Sandjar van sortir de Gazni, va retornar a la seva capital de la qual Bahram Shah va fugir sense intentar cap mena de resistència. Sandjar va enviar una nova expedició per restaurar a Bahram Shah i al cap d'un mes les forces seljúcides tornaven a ser a Gazni (6 de febrer de 1118) i Arslan Shah fou fet presoner poc després i fou executat el setembre/octubre del 1118 quan tenia 27 anys.
El 1119 Bahram va entrar a les possessions índies per sotmetre a Muhammad Abu Hatim o Halim, governador de Lahore. Va fer tres campanyes al Panjab (gener del 1119, finals de 1120 i 1129). Protegit per Sandjar va regnar sense quasi incidències fins al 1135 quan va tractar de separar-se de la tutela de Sandjar però no va tenir èxit i fou derrotat, però tot i així fou perdonat i mantingut al tron, i llavors va restar lleial. Va tenir un conflicte amb els shansabànides de Ghor i un príncep d'aquests fou empresonat quan visitava Gazni i executat; el seu germà el va voler venjar i fou derrotat el 12 de maig de 1149 i penjat a la plaça pública; un altre germà, Ala al-Din Husayn, va prendre venjança pels dos i finalment va entrar a Gazni el 1150/1151 (desembre de 1050 o gener de 1051) i la va destruir.

## Expansió dels gúrides
Bahram Shah va fugir a l'Índia. Més tard Ala al-Din Husayn va caure presoner dels seljúcides i Bahram va retornar a Gazni que va tractar de reconstruir. Va morir el febrer o març del 1157 i el va succeir el seu fill Khusraw Shah ben Bahram (1157-1160) que només dominava Zabulistan, Kabul i Gazni i el Panjab mentre la resta dels antics dominis ja estaven en mans dels gúrides que van seguir ocupant territoris. Sandjar va morir just el 1157 i Khusraw es va quedar sense un poderós aliat.
Va morir el juliol de 1160 i el va succeir el seu fill Khusraw Malik (1160-1187) sota el qual els seus dominis van continuar desapareixent; el 1163 els oghuz es van apoderar de Gazni i els dominis afganesos, i al seu torn foren eliminats al cap de poc pels gúrides que hi van establir una branca. Khusraw Malik conservava Lahore, que s'havia convertit en un important centre cultural, Multan, Peshawar i Sind. Els gúrides (Ghiyath al-Din Muhammad 1163-1203), van conquerir Multan (1175/1176) i després Peshawar (1179/1180) i Khusraw com a sobirà a Lahore va haver de pagar tribut. Amb el suport dels guerrers hindús khokars, Khusraw Malik va poder resistir un temps fins que es va rendir (juliol o agost de 1187) i fou enviat presoner al Ghardjistan on fou assassinat amb el seu hereu Malik Shah i altres fills al començament del 1190.

## Llegat
En el seu apogeu, l'imperi dels gaznèvides va créixer fins a cobrir grans parts de l'actual Iran, Turkmenistan i Uzbekistan, tot l'Afganistan, Pakistan i gran part del nord-oest de l'Índia. Als governants se'ls atribueix generalment la difusió de l'Islam al subcontinent indi.
A més de la riquesa acumulada mitjançant l'atac de ciutats índies i l'exigència de tributs dels rajas indis, també es van beneficiar de la seva posició com a intermediaris al llarg de les rutes comercials entre la Xina i el Mediterrani.
No obstant això, van ser incapaços de mantenir el poder durant molt de temps i el 1040 l'Imperi seljúcida s'havia apoderat dels seus dominis perses i un segle més tard els gúrides es van fer càrrec de les seves terres subcontinentals restants.

## Genealogia dels gaznèvides
- Abu Mansur Sebüktigin 978-997
  - Ismaïl ibn Sebüktigin 997-998
  - Mahmud ibn Sebüktigin 998-1030
    - Muhammad ibn Mahmud 1030 i 1040-1041
      - Àhmad ibn Muhàmmad 1041

    - Masud I ibn Mahmud 1030-1040
      - Mawdud ibn Masud 1041-1048
        - Masud II ibn Mawdud 1048-1049

      - Ali ibn Masud 1049
      - Madjdud ibn Masud 1041 (a Multan)
      - Farrukhzad ibn Masud 1052-1059
      - Ibrahim ibn Masud 1059-1099
        - Masud III ibn Ibrahim (Masud Ala al-Dawla) 1099-1115
          - Shersad ibn Masud 1115-1116
          - Malik Arslan Shah ibn Masud 1116-1118
          - Bahram Xah ibn Masud 1118-1157 (1151-1152 ocupada per Ghor)
            - Khusraw Xah ibn Bahram 1157-1160
            - Khusraw Malik 1160-1187 (va abandonar Gazni, que va passar a un contingent oghuz de 1163 a 1173, quan fou annexionada per Ghur)

      - Sayf al-dawla Mahmud (governador del Panjab)

    - Abd al-Rashid ibn Mahmud 1049-1052

## Atles històric de la dinastia

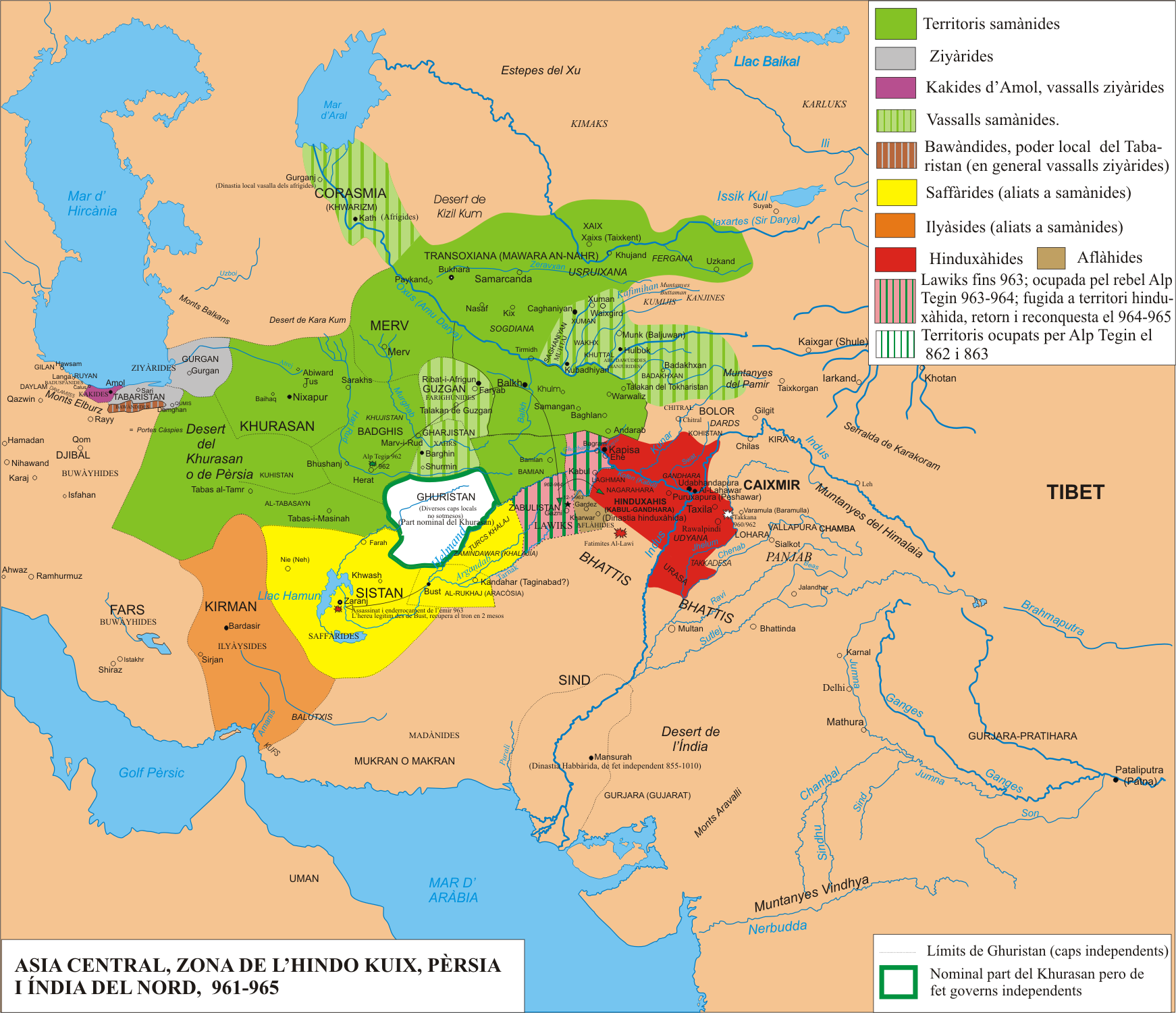
961-965
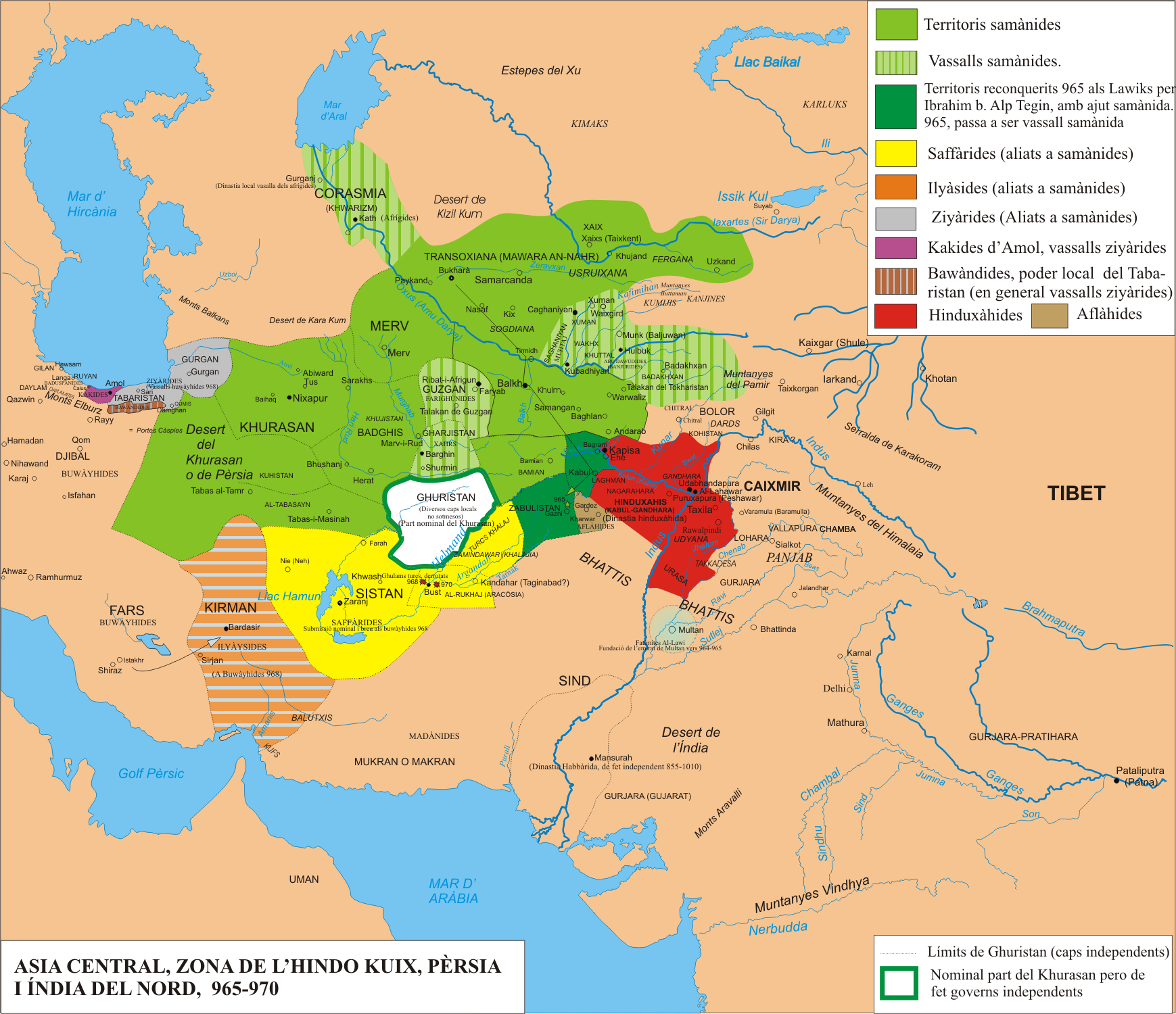
965-970
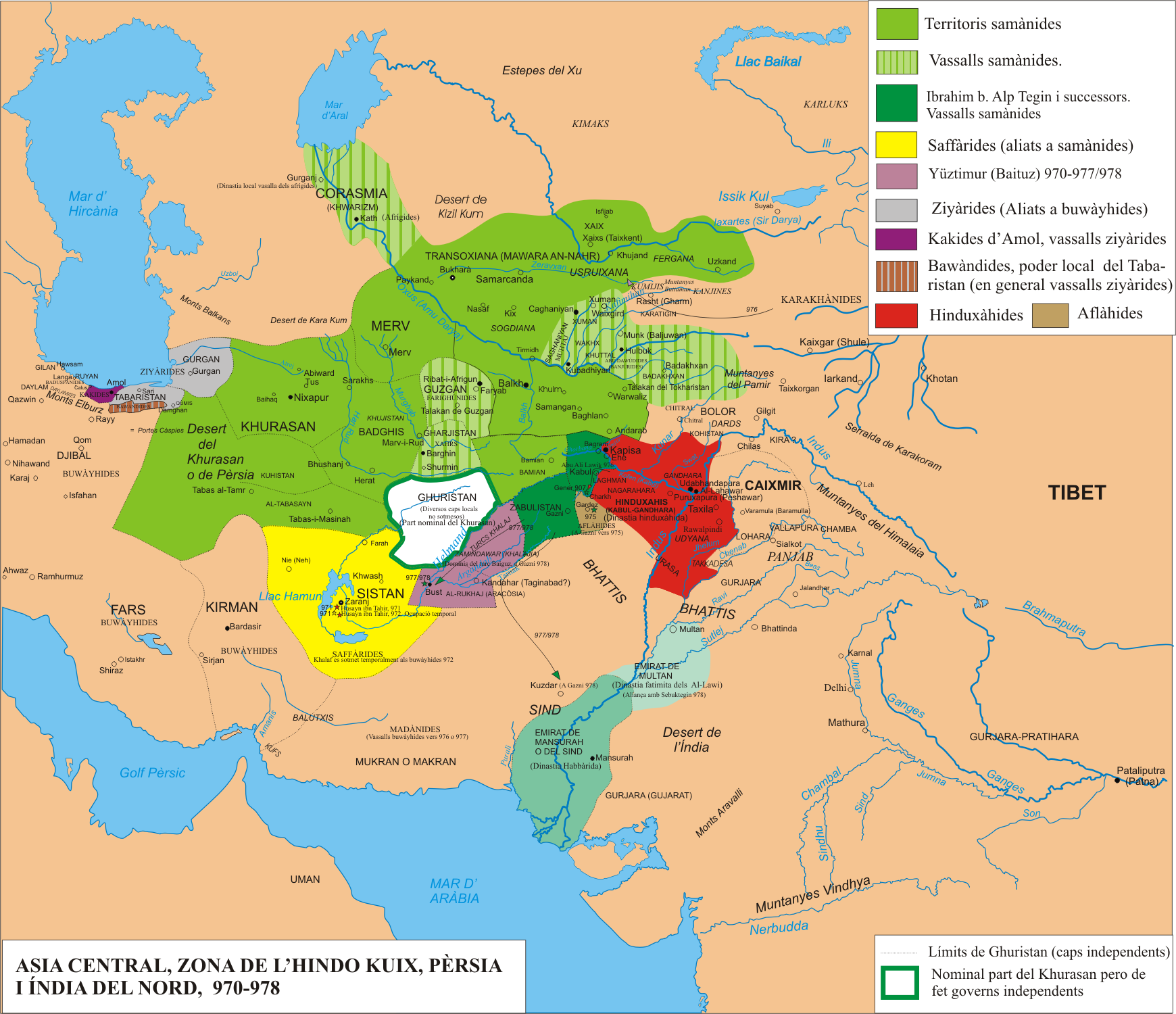
970-978
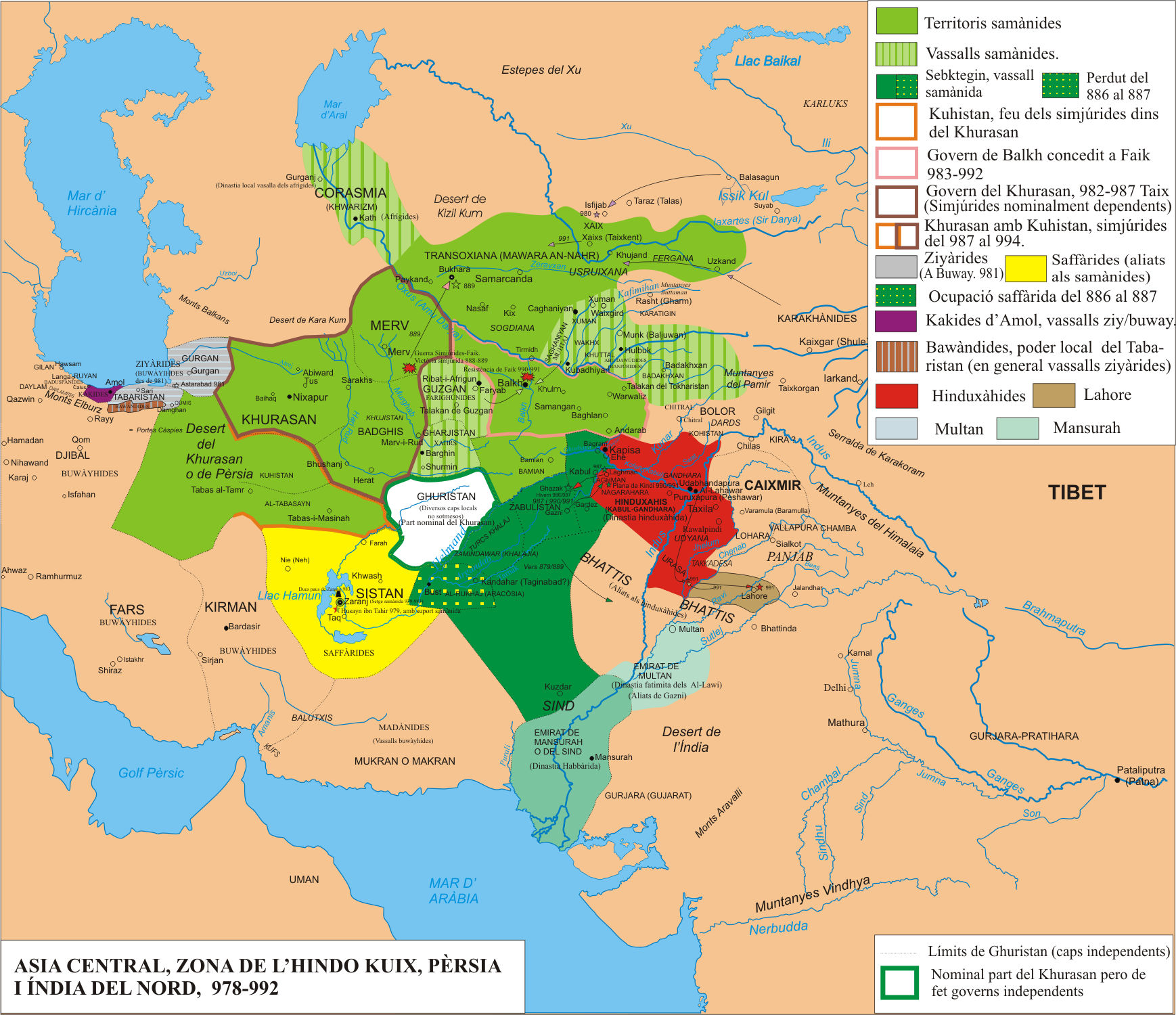
978-992
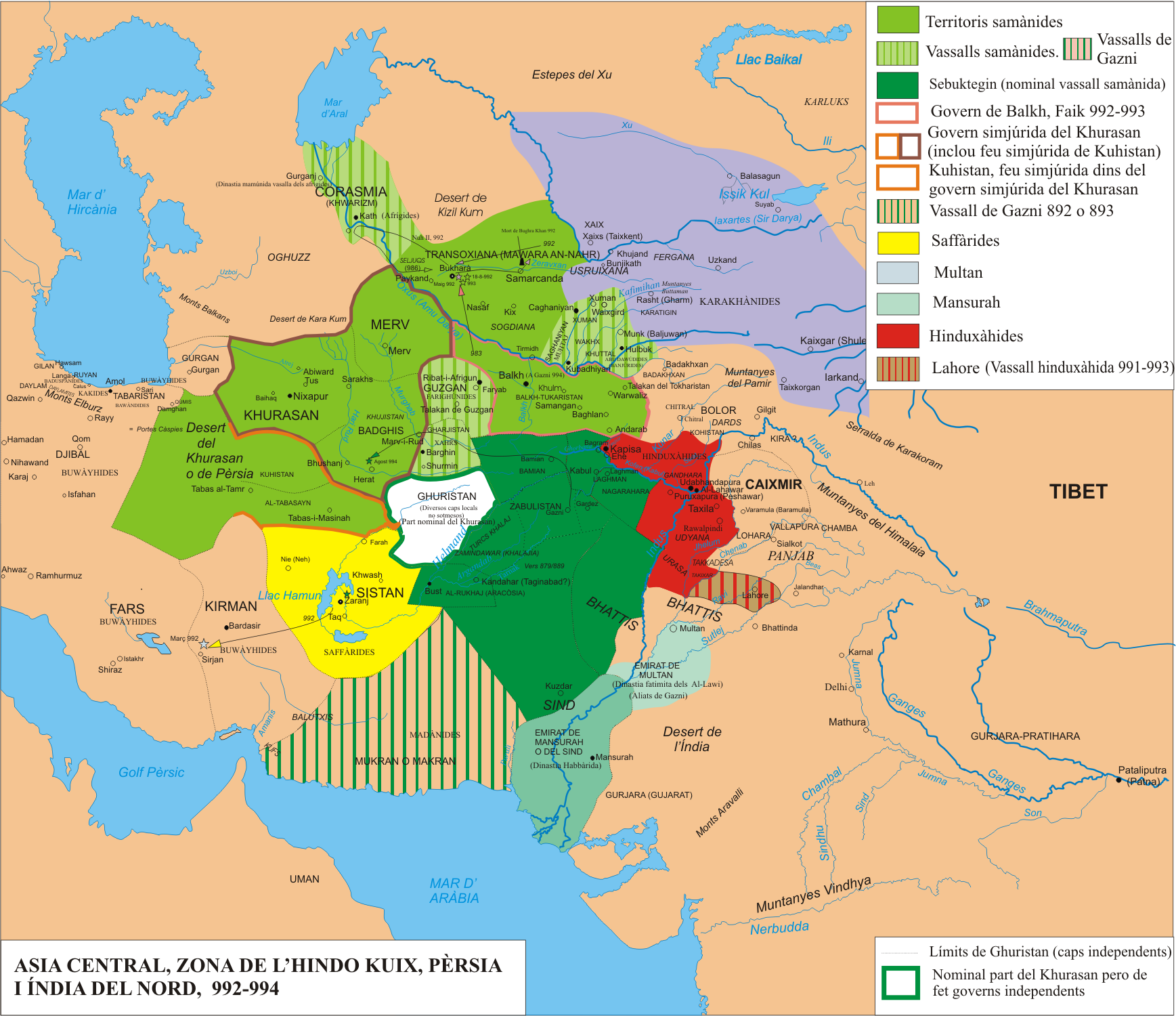
992-994
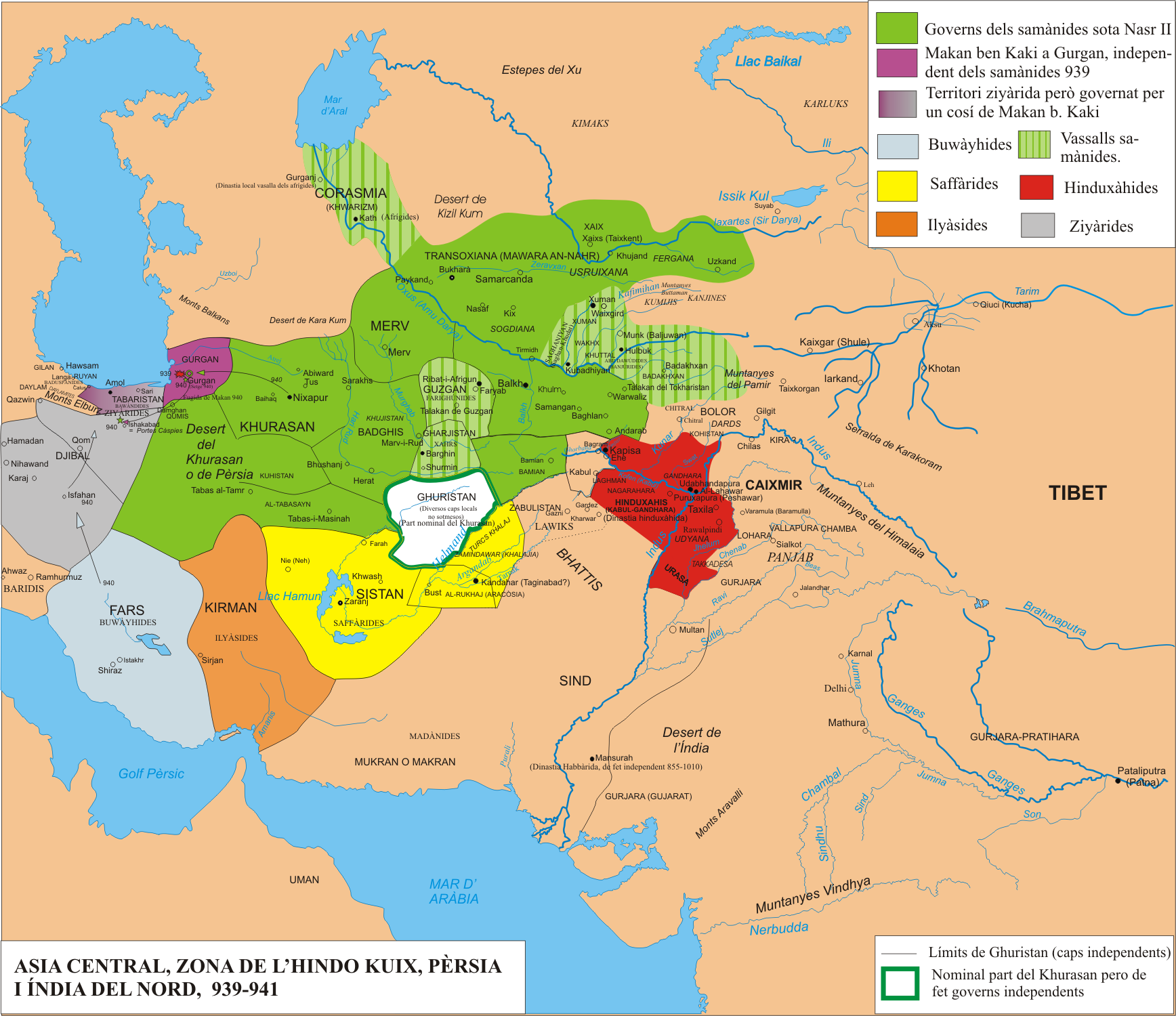
939-941
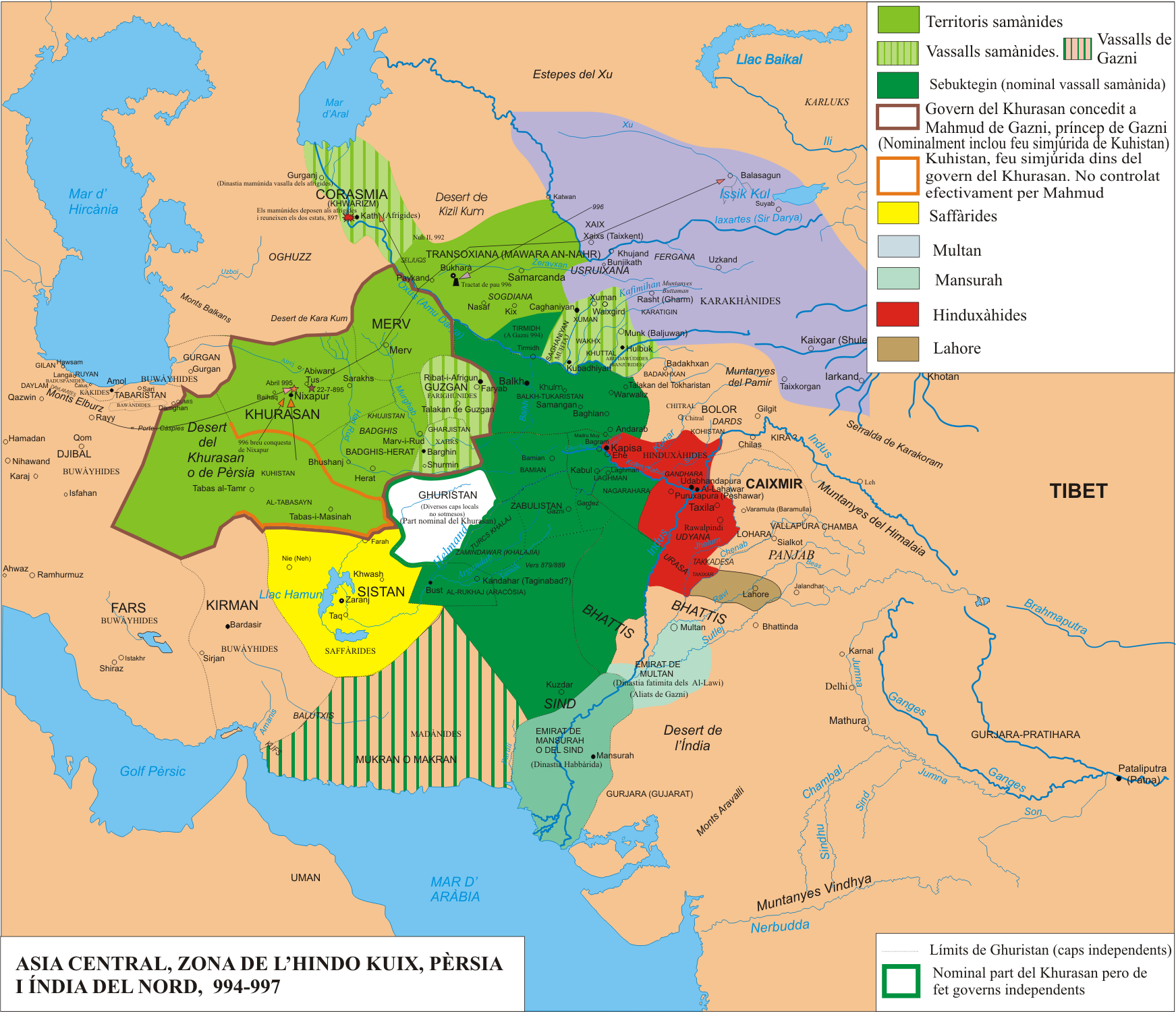
994-997
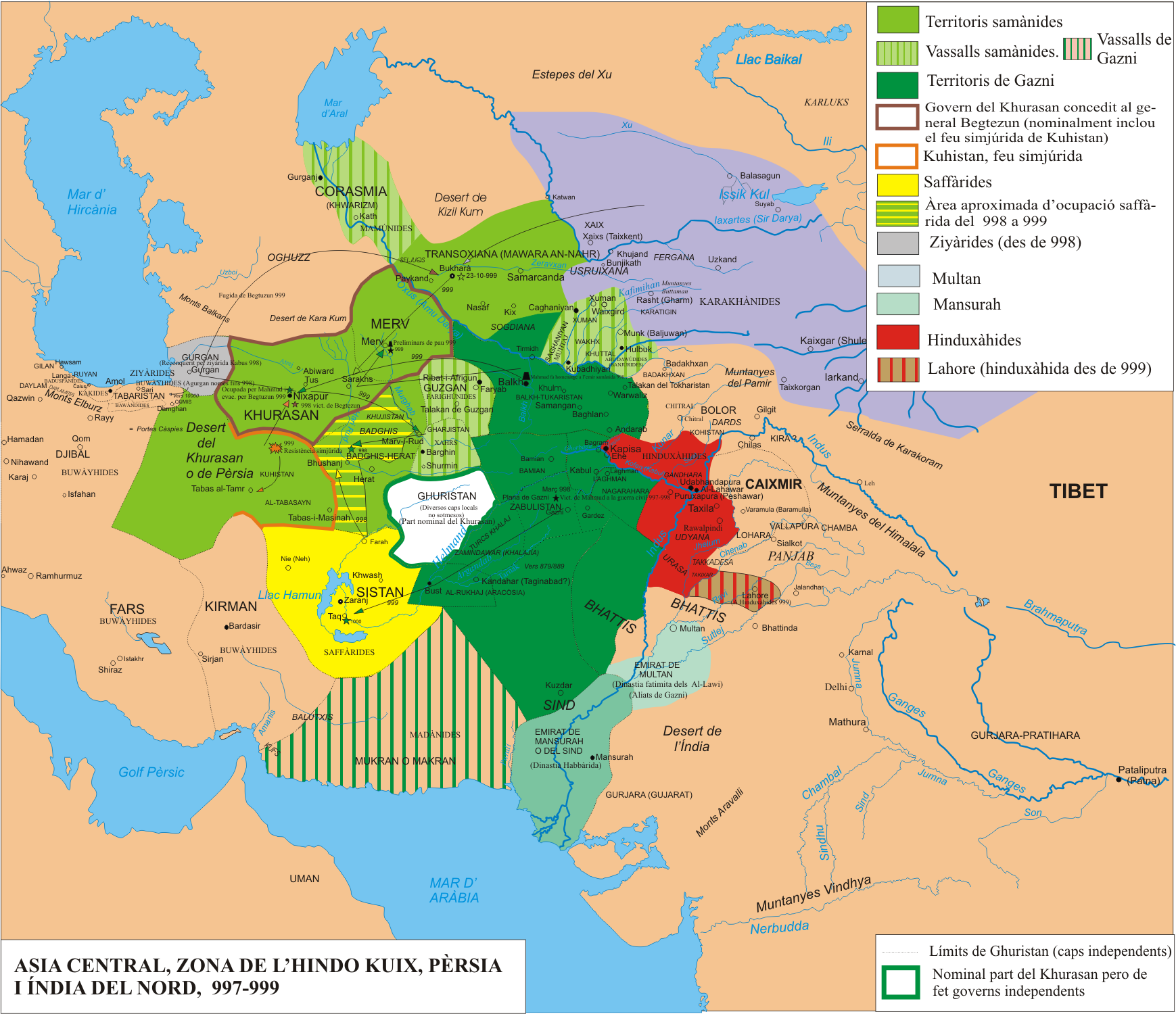
997-999
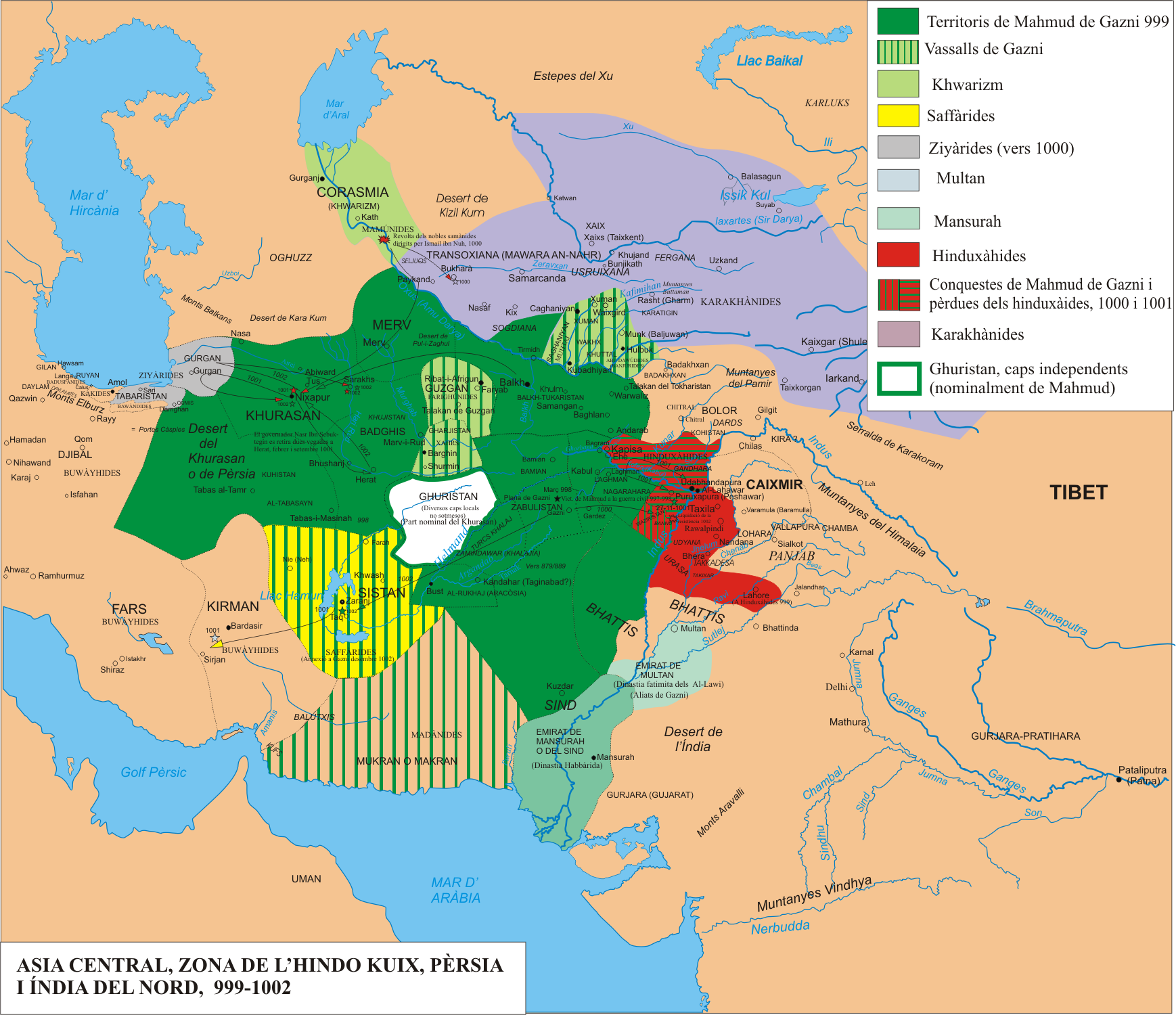
999-1002
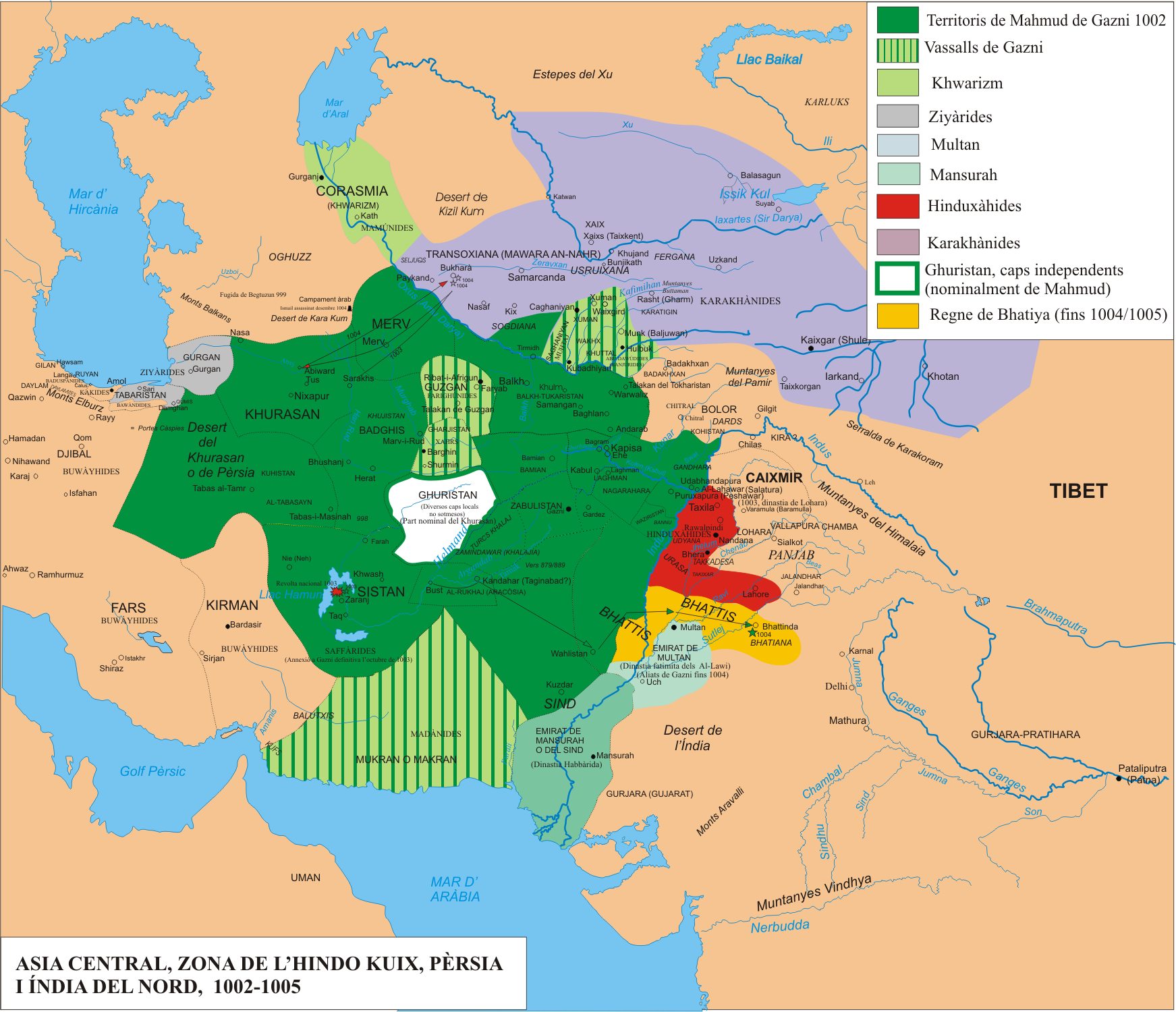
1002-1005
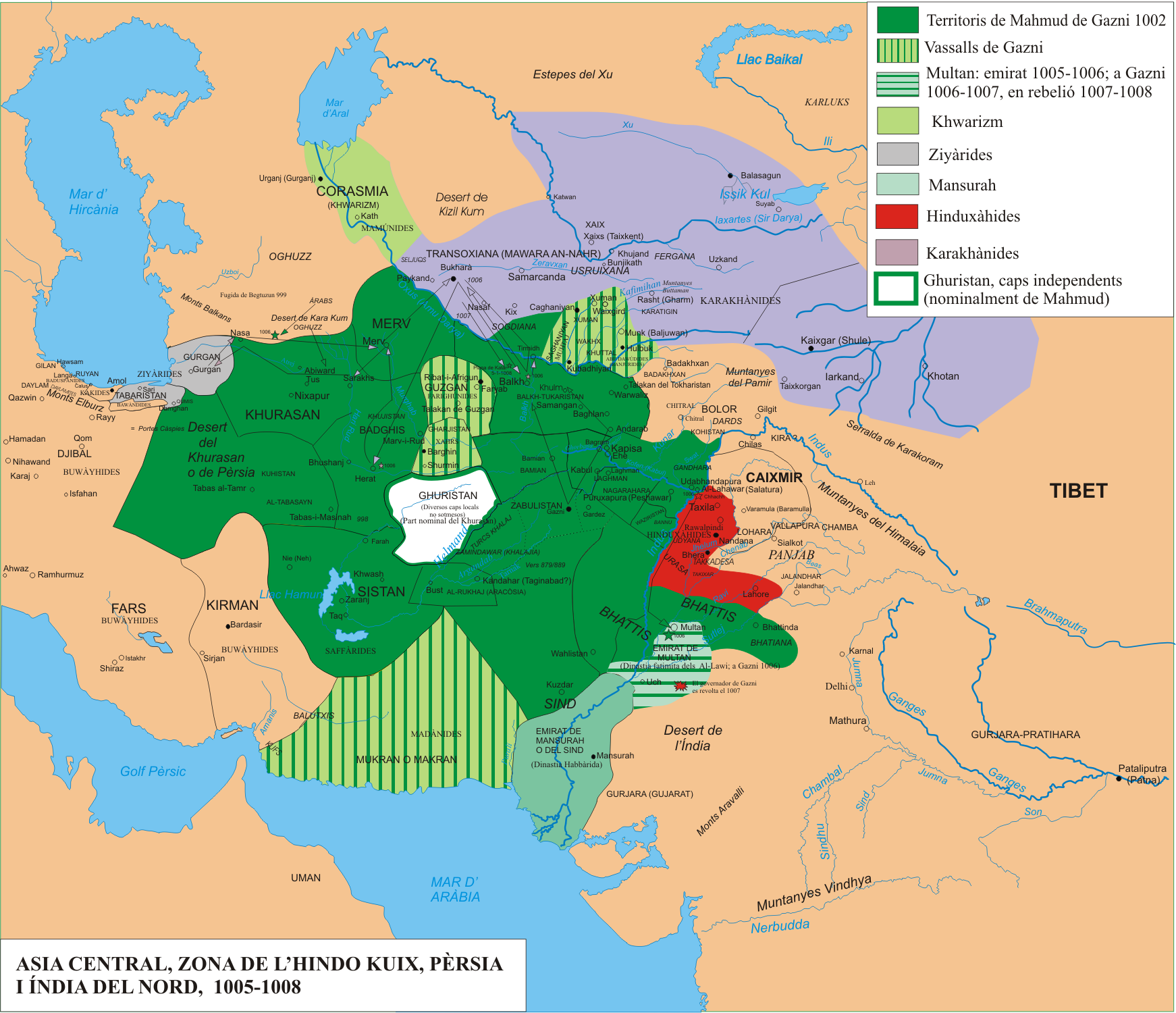
1005-1008
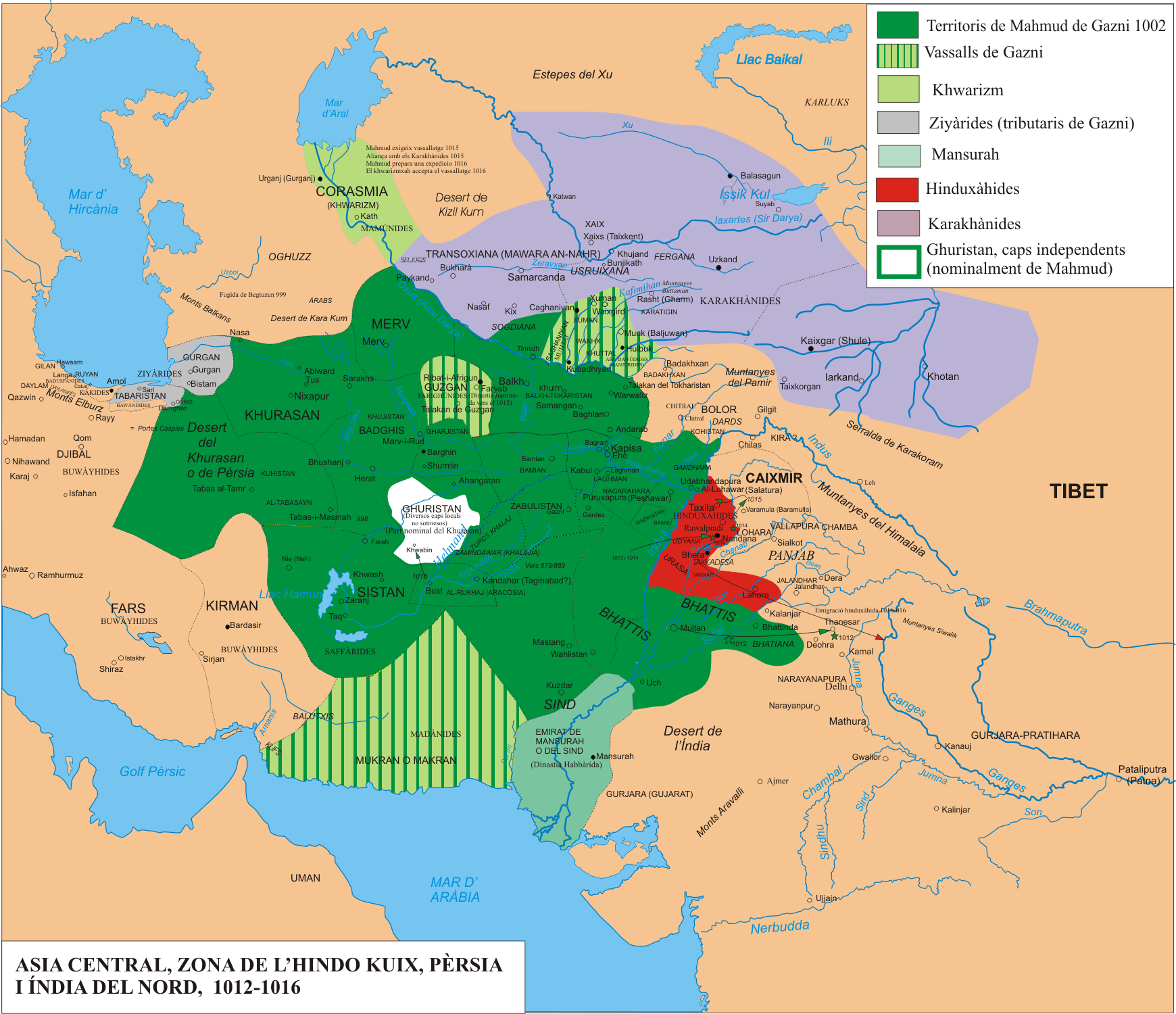
1012-1016
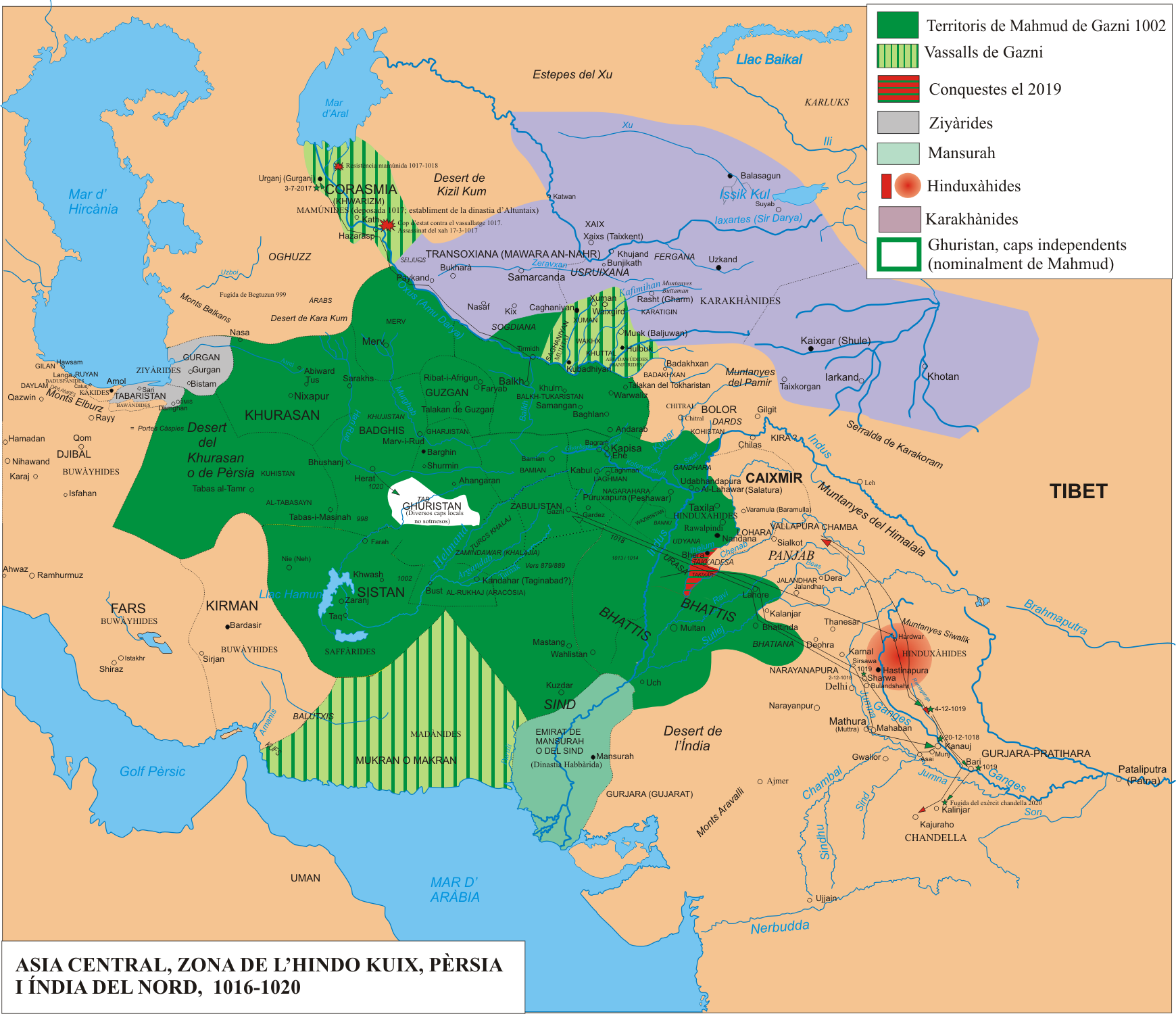
1016-1020
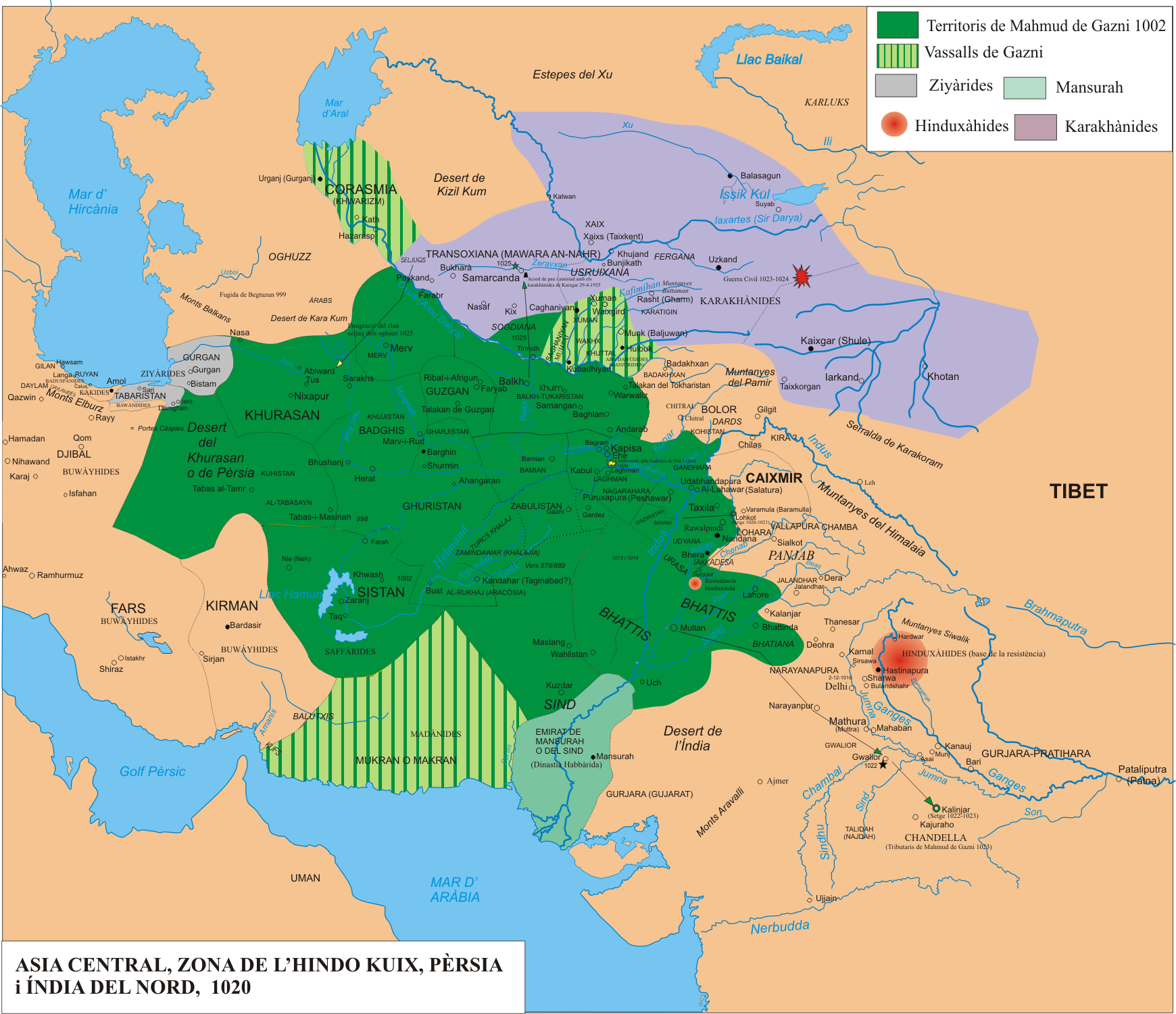
1020-1025
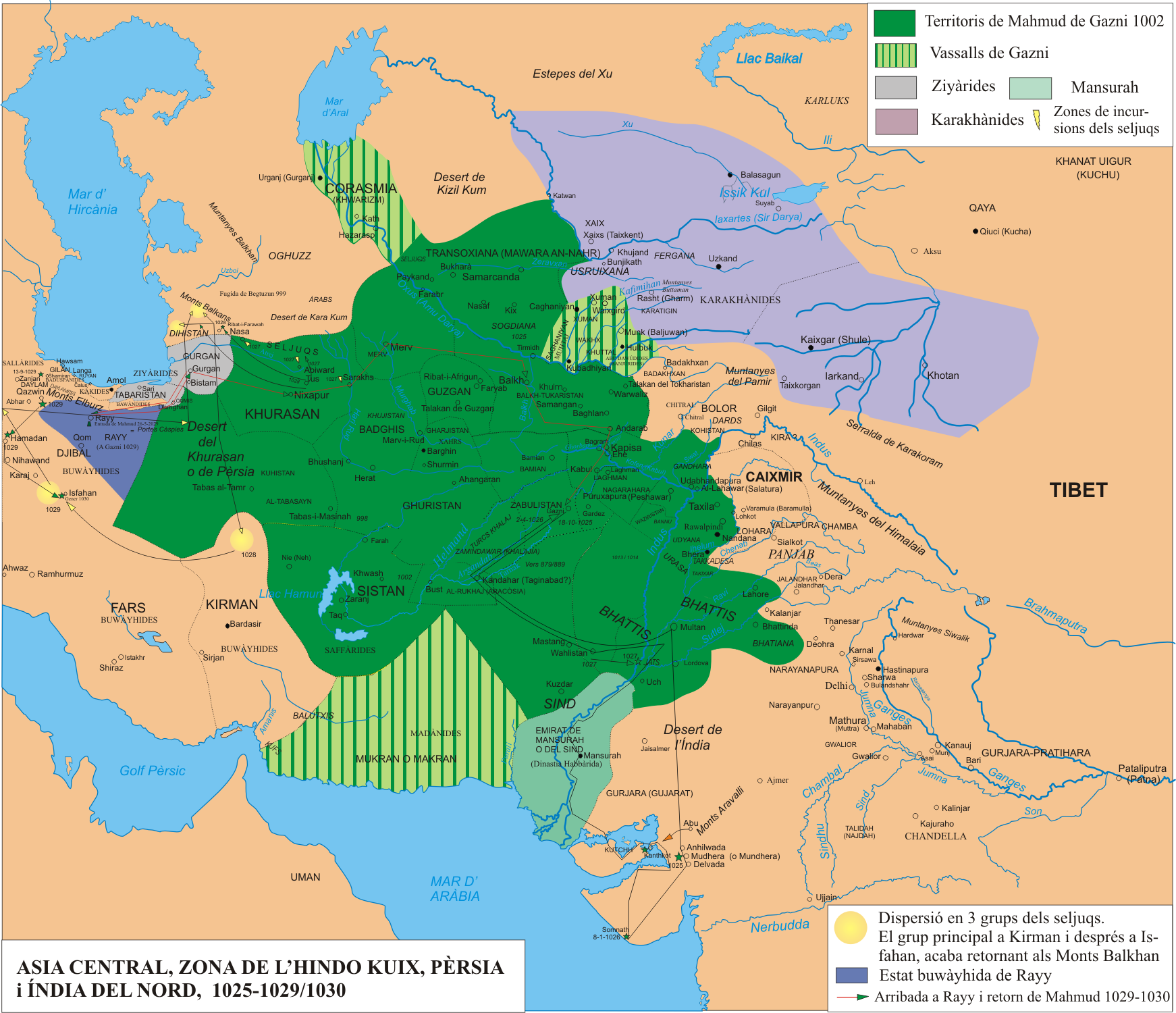
1025-1029
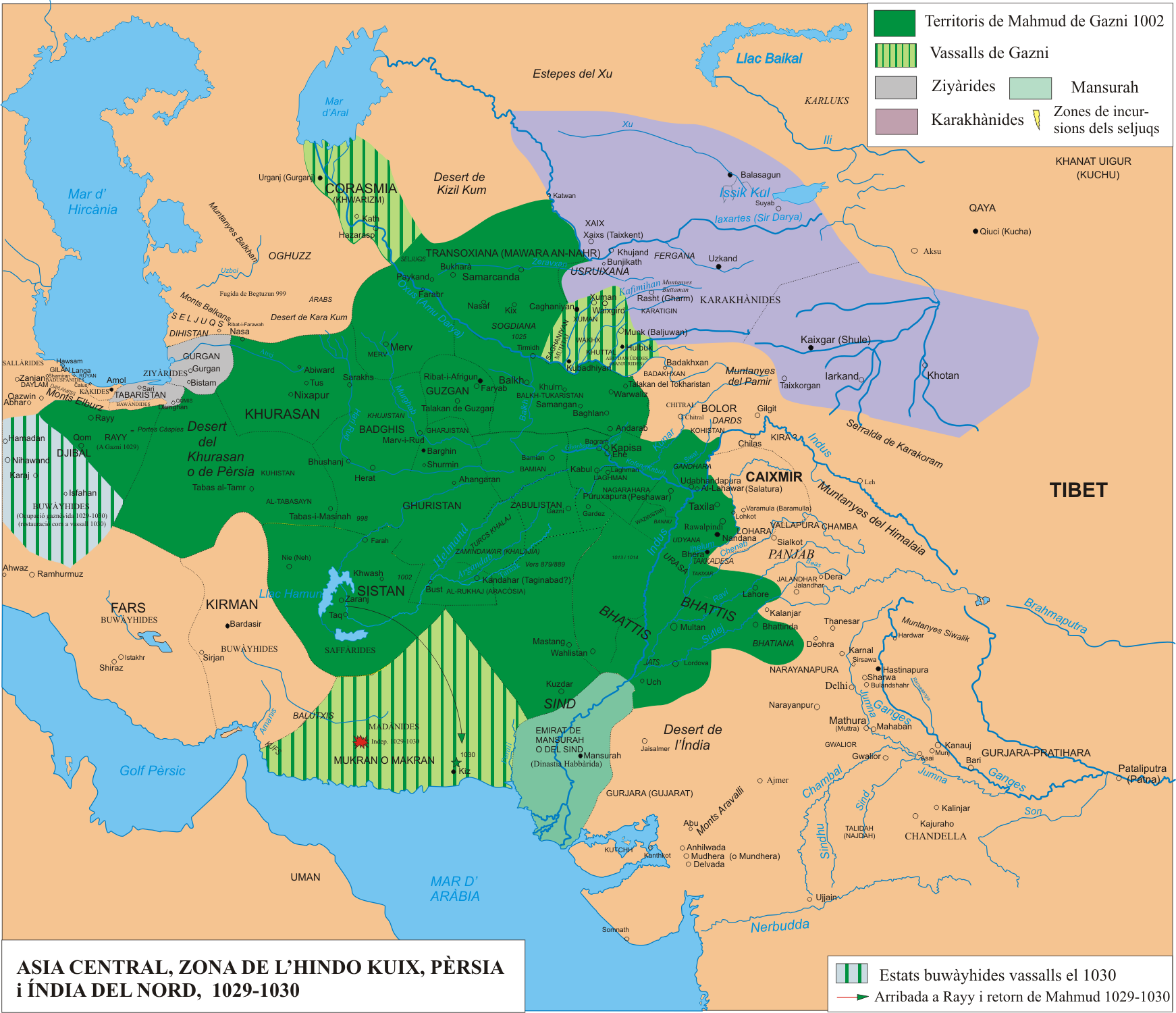
1029-1030